# Шестеперы
Шестеперы — деревня в Нагорском районе Кировской области в составе Чеглаковского сельского поселения.

## География
Находится на расстоянии примерно 7 километров по прямой на запад от районного центра поселка Нагорск.

## История
Упоминается с 1873 года, когда в ней учтено дворов 3 и жителей 28, в 1905 9 и 69, в 1926 14 и 73, в 1950 18 и 62. в 1989 году учтено 36 жителей.

## Население
Постоянное население  составляло 34 человека (русские 100%) в 2002 году, 11 в 2010.